# Kloster Sylvanès
Das Kloster Sylvanès (Salvanesium) ist eine ehemalige Zisterzienserabtei in der Gemeinde Sylvanès im Département Aveyron, Region Okzitanien, in Frankreich, südwestlich der Hochebene Causse du Larzac und etwa 20 km südsüdöstlich von Saint-Affrique am Ufer des Bachs Cabot.

## Geschichte
An der Stelle einer Eremitenniederlassung aus dem Jahr 1132 wurde Sylvanès 1136 vom Kloster Mazan als erstes Tochterkloster gegründet. Die Abtei gehörte der Filiation des Klosters Cîteaux an. 1146 gründete es das Nonnenkloster Nonenque. Das Kloster besaß einige Grangien, meist in nicht allzu großer Entfernung. Es erlitt in den Religionskriegen, insbesondere im Jahr 1591, Erschütterungen, fiel in Kommende und wurde 1768 aufgehoben, jedoch lebten 1791 noch vier Mönche im Kloster. 1791 wurde die Kirche zur Pfarrkirche, die übrige Anlage wurde verkauft.

## Bauten und Anlage

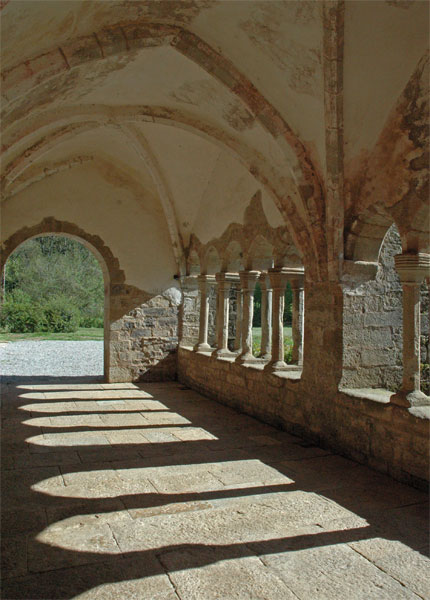
Rest des Kreuzgangs

Mit der Errichtung der heute noch bestehenden Klostergebäude wurde 1151 in geringer Entfernung vom früheren Standort begonnen. Die einschiffige Kirche ist 48 m lang und ohne Kapellen über 14 m breit, fünfjochig und spitztonnengewölbt mit breiten Gurtbögen. Die rund 1,50 m tiefen Seitenkapellen sind ebenfalls spitztonnengewölbt. Das Querschiff misst fast 26 m und weist auf beiden Seiten je zwei rechteckige Kapellen auf. Auch der Chor ist rechteckig geschlossen. Das Chorhaupt weist drei Fenster auf. Die Vierung besitzt ein Gewölbe mit Stichkappen und rein dekorativen Rippen auf. Von der südlich der Kirche gelegenen Klausur sind der Kapitelsaal, der Mönchssaal und vier Kreuzgangjoche auf der Ostseite erhalten.

## Musik in neuerer Zeit
Der Dominikaner André Gouzes, der die Anlage restauriert hat, komponierte in Sylvanès zahlreiche auf der byzantinischen Musik beruhende Messen sowie Wechselgesänge zum Stundengebet, insgesamt rund dreitausend Kompositionen, die in Frankreich häufig im Rahmen der katholischen Liturgie aufgeführt werden. Im Juli und August findet in der Abtei das Festival international de musique sacrée de Sylvanès statt.

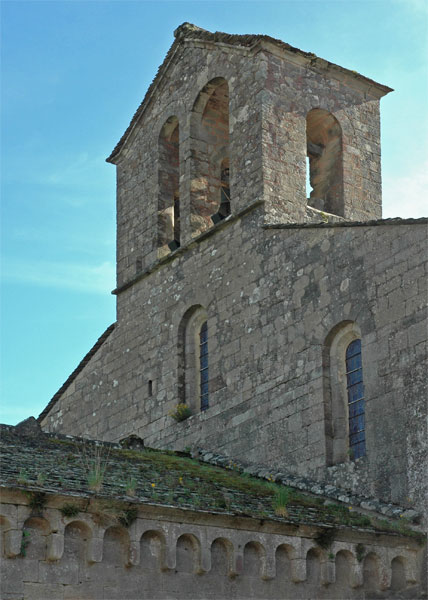
Glockenturm
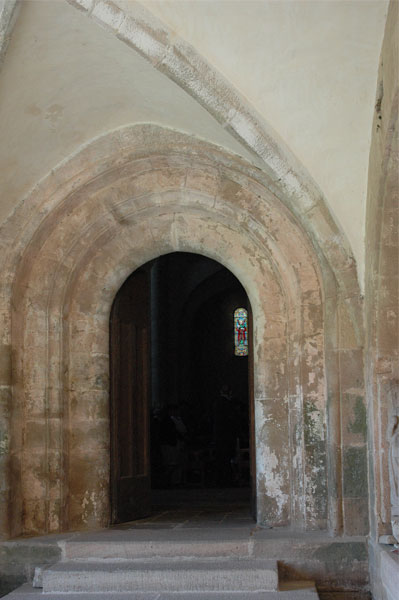
Durchgang zwischen Kirche und Kreuzgang
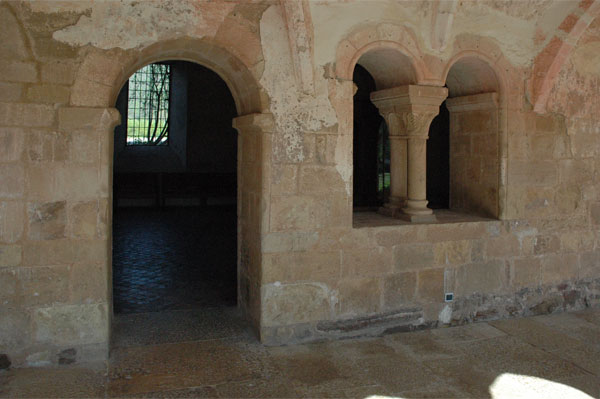
Kapitelsaal